# Grans banys de Mohenjo-Daro
Els grans banys de Mohenjo-Daro són una de les estructures més conegudes entre les ruïnes de l'antiga civilització de la vall de l'Indus a Mohenjo-Daro, Sindh, Pakistan. Van ser descoberts en unes excavacions arqueològiques que es van dur a terme l'any 1926.
L'evidència arqueològica indica que els grans banys es van construir al tercer mil·lenni abans de Crist, poc després de l'elevació del monticle o ciutadella en què es troben.

## Característiques
Els grans banys de Mohenjodaro es consideren el "primer dipòsit d'aigua pública del món antic". El dipòsit fa unes mesures de 11,88 metres x 7,01 metres i té una profunditat màxima de 2,43 metres. Dues àmplies escales, un al nord i una altra al sud, servien com a entrada a l'estructura. Als extrems de cadascuna de les escales hi ha un pas amb 1 metre d'ample i 40 centímetres d'alçada. En un dels extrems de la gran banyera també es va trobar un forat que podria haver estat utilitzat per drenar-hi l'aigua a través.

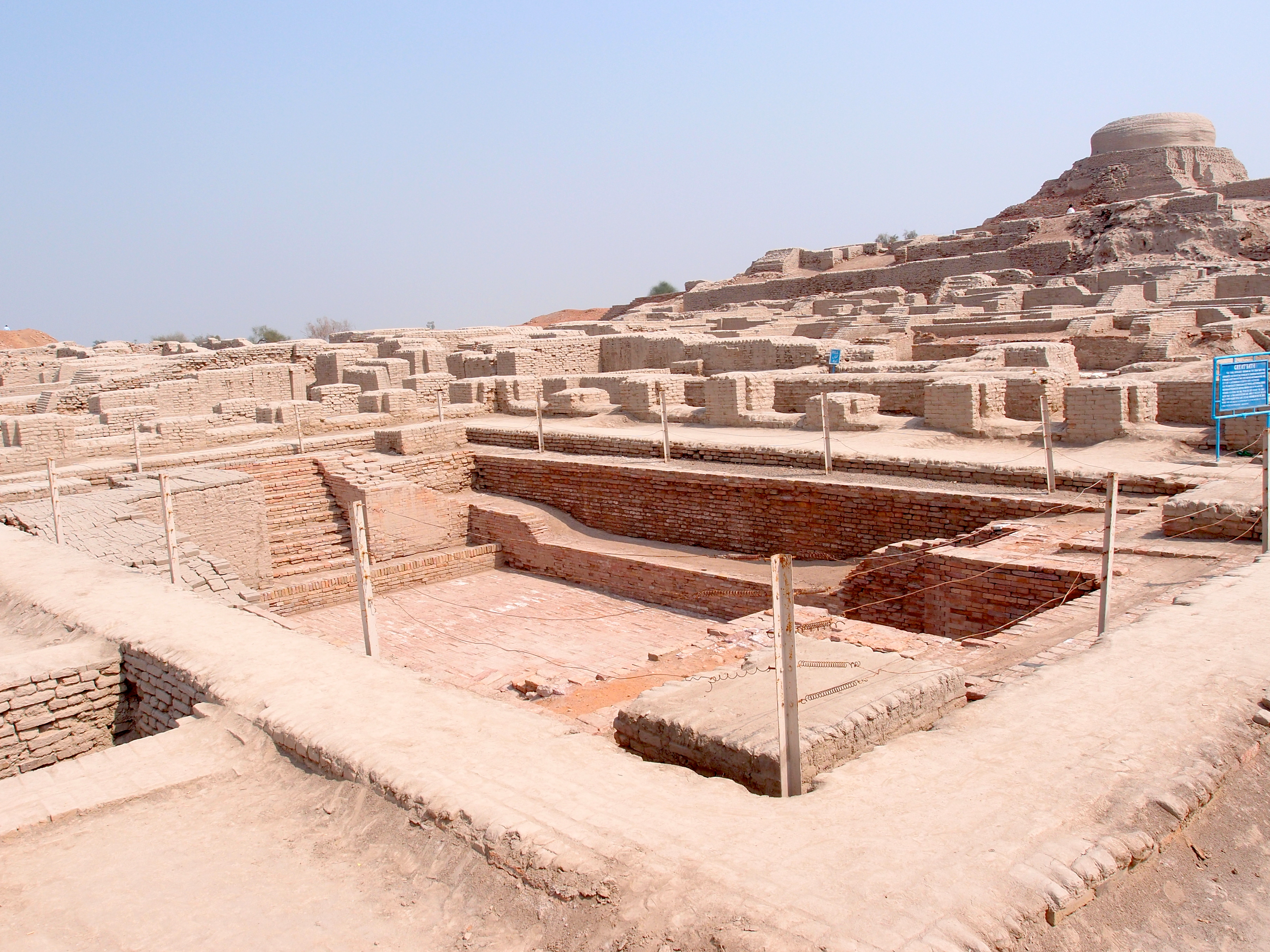
Una altra vista dels banys

El sòl del dipòsit era hermètic a causa d'uns maons de fang finament ajustats i fixats a la vora amb arrebossat de guix; les parets laterals es van construir de manera similar. Per fer el dipòsit encara més a prova d'aigua, es va col·locar una gruixuda capa de betum (quitrà resistent a l'aigua) al llarg dels costats de la piscina i, presumiblement, també a terra. A les vores de l'est, el nord i el sud s'hi van descobrir columnes de maó. A les columnes conservades s'hi aprecien arestes que podrien haver contingut pantalles de fusta o marcs de finestres. Dues grans portes condueixen al complex des del sud i l'altre accés es feia des del nord i l'est. Tot al llarg de la vora oriental de l'edifici es troba una sèrie d'habitacions, en una de les quals hi havia un pou que podia haver subministrat una part de l'aigua necessària per omplir el dipòsit. Per a aquest propòsit també podia haver-s'hi recollit l'aigua de pluja, però no s'ha descobert cap conducte d'entrada. Al complex hi havia una llarga piscina de bany construïda amb maons resistents a l'aigua.
La majoria dels experts coincideixen que el dipòsit es devia utilitzar per a funcions religioses, en què l'aigua es feia servir segurament per purificar i renovar el benestar dels banyistes.
A l'altra banda del carrer dels grans banys hi havia un gran edifici que constava de diverses habitacions i tres terrasses, amb dues escales que condueixen al terrat i al pis superior; i tenint en compte la grandària i la proximitat de les instal·lacions, aquest edifici es diu que podia haver estat la casa de diversos sacerdots, per la qual cosa fou etiquetat com el «col·legi dels sacerdots».

## Moneda del Pakistan
Els grans banys de Mohenjo-Daro es representen als bitllets de 20 rupies pakistaneses.